# Лорі танімбарський
Лорі танімбарський (Eos reticulata) — вид папугоподібних птахів родини Psittaculidae. Ендемік Індонезії.

## Поширення
Вид поширений на сході Малих Зондських островах. Більшість популяції знаходиться на островах Танімбар — Ямдена, Ларат і, можливо, Бабар. Невелику кількість спостережень з островів Дамар, Кай Кесіл і Кай Бесар приписують інтродукованим особинам. Населяє вторинні ліси, кокосові плантації та мангрові ліси.

## Опис
Птах завдовжки приблизно 31 см. Має загальне червоне забарвлення з синьо-фіолетовою смугою, яка спускається від ока до шиї; майже сині прожилки з металевими відблисками на потилиці і на спині; червоні крила з чорними маховими. Хвіст майже повністю чорний.